# Гінтерланд (округ)
Гінтерланд (нім. Bezirk Hinterland) — округ у Швейцарії в кантоні Аппенцелль-Ауссерроден.

## Громади
У таблиці наведено список громад округу станом на 2022 рік, населення та площа станом на 2019 рік.

| Українська назва | Оригінальна назва | Код BFS | Населення | Площа |
| ---------------- | ----------------- | ------- | --------- | ----- |
| Вальдштатт       | Waldstatt         | 3007    | 1817      | 6,8   |
| Герізау          | Herisau           | 3001    | 15763     | 25,2  |
| Гундвіль         | Hundwil           | 3002    | 967       | 24,1  |
| Урнеш            | Urnäsch           | 3006    | 2272      | 48,2  |
| Швелльбрунн      | Schwellbrunn      | 3004    | 1541      | 17,4  |
| Шоненгрунд       | Schönengrund      | 3003    | 528       | 5,2   |
| Штайн            | Stein (AR)        | 3005    | 1387      | 9,4   |